# Clifford T. Ward
Clifford T. Ward (nascido Clifford Thomas Ward em 10 de fevereiro de 1944 – 18 de dezembro de 2001) foi um cantor e compositor inglês. Ele nasceu em Worcestershire, Inglaterra. Clifford teve duas canções de sucesso, "Gaye" (#8 na UK Singles Chart) e "Scullery" (#37 na UK Singles Chart). Algumas de suas canções foram gravadas por Ringo Starr and Art Garfunkel.
Clifford veio a falecer em 18 de dezembro de 2001 devido a pneumonia.